# Ryo Kubota (fotbollsspelare född 1991)
Ryo Kubota (窪田 良 Kubota Ryo?), född 8 april 1991 i Tokyo prefektur, är en japansk fotbollsspelare.
Kubota började sin karriär 2014 i Tokushima Vortis. 2016 flyttade han till Kataller Toyama. Han spelade 54 ligamatcher för klubben. Efter Kataller Toyama spelade han för Ventforet Kofu och Thespakusatsu Gunma.